# サカモト (百貨店)
1923年（大正12年）6月に坂本義が実兄の坂本利三郎が市原郡姉ヶ崎町で開いていた坂本呉服店から独立し、当時の君津郡木更津町本町（現・木更津市中央1-3-8）で坂本呉服店の支店として呉服商を開いたのが始まりである。
当時の木更津での土地柄から綿布洋反物を主力として営業していた。
1948年（昭和23年）2月7日に資本金19万8,000円で株式会社坂本呉服店を設立した。
1949年（昭和24年）4月に坂本慶四郎が分家し、同年7月に茂原市榎町531で坂本呉服店を創業した。翌年1950年（昭和25年）12月26日に同地で資本金50万円で株式会社坂本呉服店を設立した。
1959年（昭和34年）10月にサカモト食品株式会社を設立し、同年12月に株式会社サカモトに商号を変更した。
1962年（昭和37年）12月19日に木更津市中央2丁目でサカモト商事株式会社を設立し、1968年（昭和43年）10月に同社の本社を館山市に移転させると同時に株式会社サカモト百貨店へ商号を変更した。
1966年（昭和41年）9月3日に系列の共同仕入を目的としてサカモトチェーン協同組合を設立した。
1969年（昭和44年）3月に百貨店の認可を受け、同年10月に株式会社サカモト百貨店を合併した。
1970年（昭和45年）11月に茂原市の坂本呉服店に食品部を開設し、1972年（昭和47年）11月に同店の新店舗を茂原市茂原558に建設して大型店とした。
1973年（昭和48年）12月に木更津駅西口に新店舗を建設して移転した。
木更津唯一の百貨店として業績を伸ばしていたが、当店の駅を挟んで反対側の東口に1972年（昭和47年）12月に西友ストアー、翌年1973年（昭和48年）12月にダイエーが相次いで進出した上、当社の当時の社長だった坂本吉太郎が急死したことから、業績が悪化してしまった。
1976年（昭和51年）11月に坂本慶四郎が当社の社長に就任したが、有利子負債の金利負担などもあって独自の再建が困難として千葉そごうと提携を行うこととなった。
1億3000万円の増資を千葉そごうが引き受けて52%を出資すると共に社長などを派遣する形で、1978年（昭和53年）4月に千葉そごうと提携し、同年10月1日に株式会社サカモトそごうに商号を変更した。
また、この提携に伴い、有利子負債を千葉そごうが連帯保証すると共に、事務処理などは同社が行って、当社は販売活動に専念することになった。
そして、1988年（昭和63年）3月17日に木更津西口再開発ビルアインスの核店舗としてを出店し、同時に「木更津そごう」となった。
この新店舗の開業初年度は目標を上回る売上高を上げたが、その後の業績伸び悩みに伴って1999年（平成11年）に店舗縮小の計画を発表し、翌年2000年（平成12年）4月には撤退を表明した。
その後、2000年（平成12年）7月13日にそごうグループの経営破綻と共に当社は千葉地方裁判所に自己破産を申請して閉店し、正社員96名とパート47名は即日解雇され、同月21日に千葉地方裁判所から破産宣告を受けた。
負債総額は約278億円で、閉店翌月の8月には破産管財人が在庫商品の換金セールを行った。
店舗の入居していたアインスビルは、所有権一本化して茂原市が取得を目指したが、多くを所有して管理していた第三セクターの木更津都市開発が2001年（平成13年）12月21日に自己破産を申請して倒産し、競売にかけられたが入札者自体が現れなかった。
2003年（平成15年）11月1日にビルの引渡しが行われ、2004年（平成16年）4月28日に「アクア木更津」として新装開店し、66店舗が出店した。
一方で株式会社サカモト百貨店は、1979年（昭和54年）6月に館山店を開設し、1982年（昭和57年）6月に夷隅郡大原町に開設している。
また、茂原市に本社があった株式会社坂本呉服店は、サカモトの店名で準百貨店や食品スーパーを展開していた。
その後、同社はサカモトへ社名をして営業していたが、2006年（平成18年）9月に破産を申請して倒産した、千葉財務事務所で商品券の払戻が行われた。

## かつて存在した店舗

### サカモト百貨店
- サカモト百貨店本店[4]（千葉県館山市北条1880-1[4][34]）

店舗面積約2,987m2。
館山駅前の百貨店形態の店舗だった。
- サカモトショッピングセンター館山店（千葉県館山市館山1540[4][3]、1979年（昭和54年）6月開店[4]）
- サカモトショッピングセンター大原店（夷隅郡大原町大原1176[4]、1982年（昭和57年）6月開店[4]）

### 坂本呉服店（本社・茂原市）

#### 茂原市
- サカモト榎町店[35]（千葉県茂原市茂原471[36]）

店舗面積500m2。
- サカモト茂原東部店[35]（千葉県茂原市茂原1575-2[37]）
- サカモト高師店[35]（千葉県茂原市高師348[36]）

店舗面積500m2。
- サカモト富士見店[35]（千葉県茂原市高師4-5-2[36]）

店舗面積1,361m2。
- サカモト八幡原店（千葉県茂原市八幡原775[38]）

#### 山武郡
- サカモト横芝店[35]（千葉県山武郡横芝町横芝字鶴岡544-4[39]）

店舗面積899m2。
- サカモト大網店[35]（千葉県山武郡大網白里町大網83-1[39]）

店舗面積843m2。
- サカモト成東店[35]（千葉県山武郡成東町成東1176[40]）
- サカモト豊海店[35]（千葉県山武郡九十九里町不動堂450[40]）

#### その他
- サカモト旭店（千葉県旭市籠部田ハ971[41]）
- サカモト東金店[35]（千葉県東金市岩崎下550[42]）

店舗面積989m2。
- サカモト八日市場店[35]（千葉県八日市場市ハの海老寿田971[43]）

店舗面積983m2。
- サカモト勝浦店[35]（千葉県勝浦市墨名642[44]）
- サカモト一宮店[35]
- サカモト牛久店[35]